# Heilgehilfe
Heilgehilfe ist eine Berufsbezeichnung, die in der Geschichte der Medizin unterschiedliche Bedeutungen hatte. Heute wird der Begriff kaum noch gebraucht. Ausnahmen sind einige Bereiche (z. B. Bergbau, Fischerei), wo Heilgehilfe oder Heildiener etwa synonym für Betriebssanitäter steht.

## Historisches
In der Medizingeschichte werden Heilgehilfen als Nachfolger der Bader und Barbiere beschrieben, also als Angehörige des handwerklich geschulten „niederen“ Heilpersonals. Das Brockhaus-Universalkonversationslexikon von 1908 definiert: Heilgehilfe: eine für die Ausübung der kleinen Chirurgie sowie für die Beihilfe der größeren Operationen geprüfte Medizinalperson, meist dem Stande der Barbiere angehörend. Die verwandte Bezeichnung Heildiener bezeichnete im 19. Jahrhundert in Preußen die Personen, die an Stelle der früheren „Wundärzte zweiter Klasse“ durch den Kreisphysikus konzessioniert wurden. Sie führten auf Anordnung eines Arztes kleinere chirurgische Eingriffe durch und stellten an manchen Orten auch die Sterbeurkunden, so genannte Todeszeugnisse, aus.

## Heilgehilfen in Bergwerksbetrieben
In Deutschland muss in Bergwerksbetrieben, auf denen mehr als 20 Personen während einer Schicht beschäftigt werden, über Tage ein Heilgehilfe/Heildiener anwesend sein. Diese Heilgehilfen sollen durch eine vorgeschriebene Ausbildung befähigt sein, die Erstversorgung von Verletzten oder Erkrankten sicherzustellen, die von den Nothelfern eingeleiteten Erste-Hilfe-Maßnahmen zu überprüfen sowie gegebenenfalls zu ergänzen; zu erkennen, ob ärztliche Hilfeleistung erforderlich ist und den Arzt hierbei wirksam zu unterstützen. Die Ausbildungszeit beträgt fünf Monate und umfasst unter anderem eine Ausbildung zum Rettungssanitäter.
Nach erfolgreichem Abschluss des letzten Ausbildungsabschnittes stellt der zuständige Betriebsarzt eine Bescheinigung aus, die den Heilgehilfen zur eigenverantwortlichen Tätigkeit in einer Verbandstube unter der fachdienstlichen Aufsicht des zuständigen Betriebsarztes berechtigt.